# Antonio Viesti
Antonio Viesti (Ostuni, 26 giugno 1933 – Roma, 9 febbraio 2014) è stato un generale italiano dell'Esercito, comandante generale dell'Arma dei Carabinieri.

## Biografia
Iscrittosi all'Accademia militare di Modena, ne uscì il primo settembre 1953 con il grado di sottotenente di fanteria dell'Esercito Italiano e dopo due anni venne assegnato al Centro addestramento reclute truppe corazzate.
Nella prima parte della propria carriera militare fu in servizio presso il 31° e il 136º Reggimento Carristi, nonché presso la Divisione corazzata “Ariete” e la Divisione di Fanteria “Cremona”; in seguito ricoprì altri incarichi presso l'ufficio dello stato maggiore dell'Esercito.
Promosso colonnello il 31 dicembre 1974, fu trasferito dal 3 settembre 1975 al 132º Reggimento Fanteria Corazzato, e in seguito resse il comando della 132ª Brigata corazzata “Manin” dal 1º novembre successivo.
Con il grado di generale di brigata fu dapprima vice capo del IV Reparto dello SME, in seguito (1981) venne nominato comandante della Brigata meccanizzata "Granatieri di Sardegna".
Promosso generale di divisione nel 1983, fu nominato capo del IV Reparto di SME e Ispettore Logistico dell'esercito; a partire dall'ottobre 1986 divenne sottocapo di stato maggiore dell’Esercito e il 31 dicembre dello stesso anno ricevette l'avanzamento di grado a generale di corpo d'armata.
Dal 21 aprile 1989 all'8 marzo 1993 fu comandante generale dell'Arma dei Carabinieri; è stato il più giovane comandante generale della "benemerita". A lui si devono importanti innovazioni quali l'istituzione del Raggruppamento Operativo Speciale (ROS) nel 1990 e il Comando carabinieri antifalsificazione monetaria nel 1992. Il 15 gennaio 1993 un'azione da lui coordinata portò all'arresto del boss mafioso Totò Riina; nel novembre dello stesso anno divenne presidente del Consiglio superiore delle forze armate.
Il generale Viesti è deceduto a Roma il 9 febbraio 2014 a seguito di un arresto cardiaco.